# Programas de Ingeniería de la Energía

Programas de Ingeniería de la Energía un grupo de productos de software que ofrece un crear modelos, analizar o calcular el diseño de Centrales eléctricas, líneas eléctricas aéreas, torres de transmisión, redes eléctricas, puesta a tierra y relámpago.

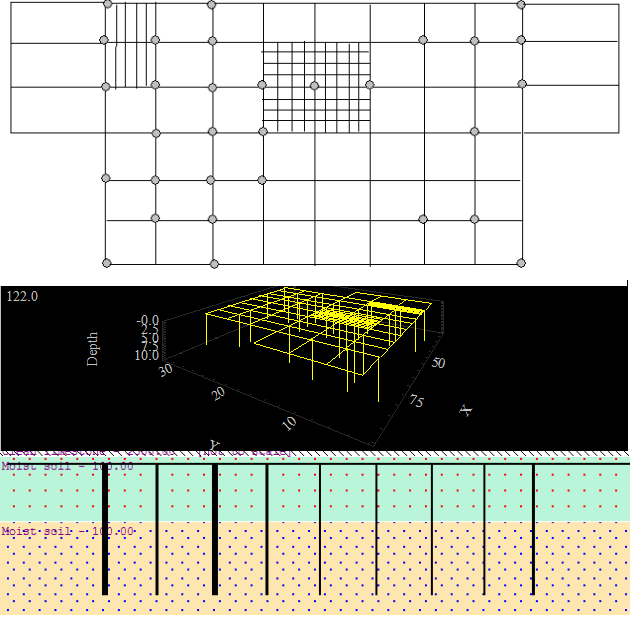
Diseño de Rejilla de puesta a tierra

## Historia
Uno de los primeros lenguajes informáticos, que se utilizaron en las centrales nucleares y en las centrales térmicas fueron C (lenguaje de programación). En los próximos años se utilizó el lenguaje de programación Python, para crear algoritmos y programas de software.

## Software
| Software  | Creador                          | Desarrollo iniciado | Primer lanzamiento público | Última versión estable | Última fecha de lanzamiento estable | Costo (USD) | Licencia | Notas |
| --------- | -------------------------------- | ------------------- | -------------------------- | ---------------------- | ----------------------------------- | ----------- | -------- | --- |
| NEPLAN    | NEPLAN AG                        | 1988                |                            | 10.8.1.2               |                                     | comercial   |          | Cloud Computing, Power System Analysis, Power Management System, Grid Code, Real Time integrations, Transmission and Distribution networks, GIS/SCADA integrations, Asset Management, EMS - DMS |
| Etap      | Dr. Farrokh Shokooh              | 1988                |                            | 17.2                   |                                     | comercial   |          | Power Management System,SCADA,Intuitive real-time visualization,Etap Grid |
| XGSLab    | SINT Ingegneria                  | 2004                |                            | 7.01                   |                                     | comercial   |          | GSA,GSA FD,XGSA FD,XGSA TD |
| CYME      | CYME International               | 1986                |                            | 16.01                  |                                     | comercial   |          | COM Module,Voltage Stability Analysis |
| SKM       | SKM Systems Analysis, Inc        | 1972                |                            |                        |                                     | comercial   |          | TMS,HI_WAVE,CAPTOR,IEC 60909 Fault,IEE Wiring,A_Fault (ANSI) |
| DIgSILENT | Martin Schmieg                   | 1985                |                            | 2017                   |                                     | comercial   |          | StationWare,GridCode,PowerFactory |
| ERACS     | RINA Consulting Ltd              | 1999                |                            | 3.9.7                  |                                     | comercial   |          | |
| PSCAD     | Manitoba HVDC Research Centre    | 1986                |                            | 4.003                  |                                     | comercial   |          | |
| NAP       | Innovation Energie Développement | 1990                |                            | 4.01                   |                                     | comercial   |          | Flujo de carga inicial y restringido, cortocircuito, análisis de contingencia y cálculo de estabilidad                                                                                          |
|           |                                  |                     |                            |                        |                                     |             |          | |

## leer más
- Etap